# União Nacional (França)

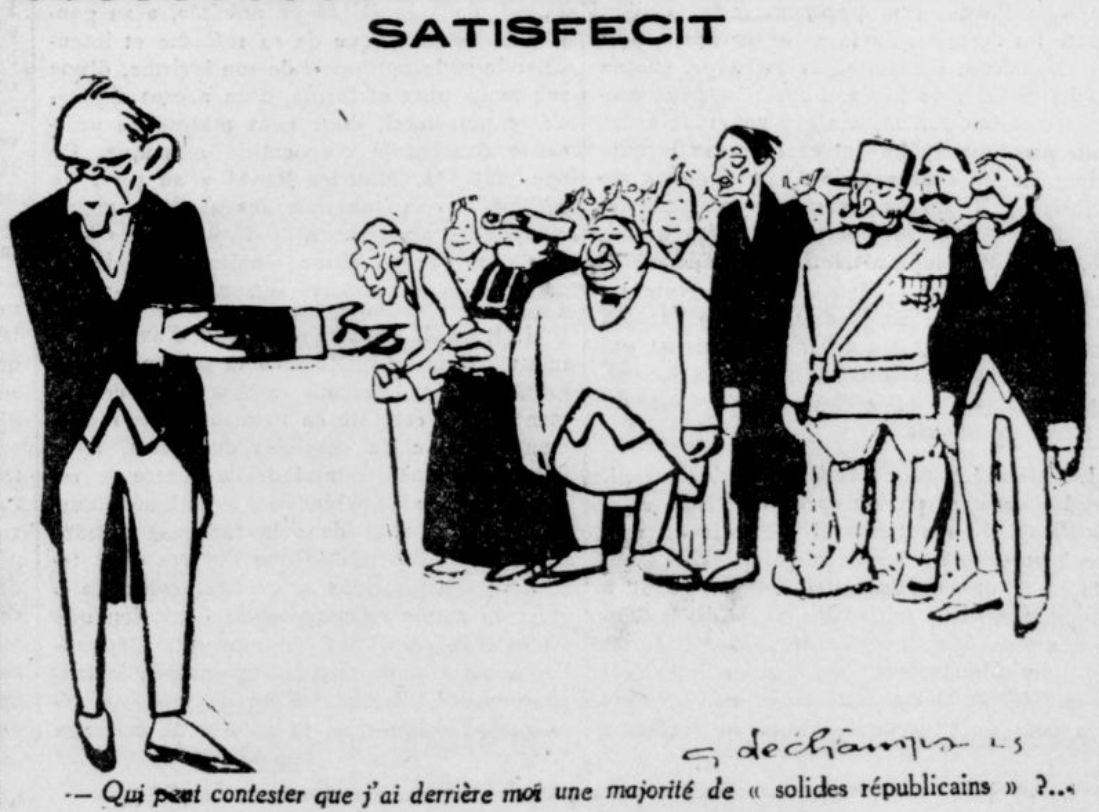
Raymond Poincaré e o primeiro governo de "União Nacional" (1926)

A União Nacional, no contexto da Terceira República Francesa, foi um governo composto por todos os principais partidos e coligações políticas representadas no parlamento, com base num projeto político que promete um compromisso entre os seus eleitores. Difere do conceito de "União Sagrada", reservado para a situação específica do início da Primeira Guerra Mundial na França, após o assassinato do líder socialista e pacifista Jean Jaurès.
O primeiro governo de União Nacional foi formado por Raymond Poincaré, ex-presidente da República, em 1926, após o fracasso do "Cartel das Esquerdas". Este governo obteve amplo apoio na Assembleia Nacional Francesa, abrangendo desde a "Federação Republicana (FR)" até o "Partido Republicano-Socialista (PRS)", representando 422 dos 552 deputados. Após a renúncia de Poincaré em julho de 1928, por motivos de saúde, outros governos de União Nacional se sucederam durante a legislatura.
Um segundo governo de União Nacional foi estabelecido no início da Segunda Guerra Mundial, quando a dramática situação do país exigiu um investimento humano excepcional e a renúncia aos conflitos sociais, sendo iniciado pelo primeiro-ministro Paul Reynaud e encerrado por Philippe Pétain após a assinatura do armistício com os alemães e a fundação do Regime de Vichy.